# 興晉郡
興晉郡，中国前涼时设置的郡。

## 建置沿革
前涼建興三十三年（345年），分晉興郡置興晉郡，領枹罕、永固、臨津、河關四縣，治所為枹罕（今甘肅省臨夏市），屬河州。
十六国时期，興晉郡相繼為前涼（345年－347年）、後趙（347年－350年）、前涼（350年－355年）、李儼（355年－367年）、前秦（367年－386年）、彭奚念（386年－389年）、西秦（389年－392年）、後涼（392年－397年）、西秦（397年－400年）、後秦（400年－409年）、西秦（409年－430年）所有。永弘三年（430年），吐谷渾佔領興晉郡。

## 太守
- 李辯，前秦苻堅建元七年（371年）領。[1]
- 翟瑥，西秦乞伏乾归太初十年（397年）出任。[2]
- 乞伏熾磐，後秦姚興弘始四年（402年）出任。[3]